# Xavier Pascual Vives
Xavier (Xavi) Pascual Vives (Gavà, 9 settembre 1972) è un allenatore di pallacanestro spagnolo.
È stato l'allenatore del Barcellona dal 14 febbraio 2008 al 28 giugno 2016.

## Carriera
Il primo team da lui allenato è stato il CB Gavà (1990-91). Altre squadre allenate sono state il CB Cornellà, il CB Santfeliuenc,  il CB Olesa e l'Aracena.
Nella stagione 2004-05, Pascual diventa allenatore della squadra di EBA del FC Barcelona per poi diventare allenatore in seconda della squadra maggiore nella stagione 2005-06.
Nella stagione 2009-10 oltre a vincere la Coppa del Rey ha vinto anche l'Eurolega.

## Palmarès

### Squadra
- Campionato spagnolo: 4

Barcellona: 2008-2009, 2010-2011, 2011-2012, 2013-2014
- Copa del Rey: 3

Barcellona: 2010, 2011, 2013
- Supercoppa spagnola: 4

Barcellona: 2009, 2010, 2011, 2015
- Liga catalana: 7

Barcellona: 2009, 2010, 2011, 2012, 2013, 2014, 2015
- Campionato greco: 2

Panathinaikos: 2016-2017, 2017-2018
- Coppa di Grecia: 1

Panathinaikos: 2016-2017
- Coppa di Russia: 1

Zenit San Pietroburgo: 2023-2024
- Eurolega: 1

Barcellona: 2009-2010
- VTB United League: 1

Zenit San Pietroburgo: 2021-2022
- Supercoppa VTB United League: 2

Zenit San Pietroburgo: 2022, 2023

### Individuale
- Aleksandr Gomel'skij Coach of the Year: 1

Barcellona: 2009-10
- Miglior allenatore della Liga ACB: 4

Barcellona: 2009-10, 2010-11, 2011-12, 2015-16
- A1 Ethniki allenatore dell'anno: 2

Panathīnaïkos: 2016-17,  2017-18
- VTB United League Coach of the Year: 1

Zenit S. Pietroburgo: 2020-21